# Halmus chalybeus
Halmus chalybeus is een kever uit de familie lieveheersbeestjes (Coccinellidae). 
De soort komt van oorsprong voor in Australië en is geïntroduceerd in Nieuw-Zeeland.
De kever heeft een opvallend iridescente blauwgroene kleur. Het dier bereikt een lichaamslengte van 3 tot 4 mm.